# Manchester (New Hampshire)
Manchester is de grootste stad van de Amerikaanse staat New Hampshire en telt 107.006 inwoners. Het is hiermee de 214e stad in de Verenigde Staten (2000). De oppervlakte bedraagt 85,4 km², waarmee het de 188e stad is.
De stad ligt aan de rivier de Merrimack.

## Geschiedenis
De plaats werd in 1751 officieel gesticht onder de naam Derryfield. In 1807 opende Samuel Bloget een kanaal en een sluizensysteem dat het scheepsverkeer rond de plaatselijke watervallen leidde. Zijn plan was om de plaats het "Manchester van Amerika" te maken, naar de stad Manchester, die het centrum van de Industriële revolutie in Engeland was. In 1809 werd de eerste katoenfabriek geopend, waarna de stad omgedoopt werd van Derryfield tot "Manchester".

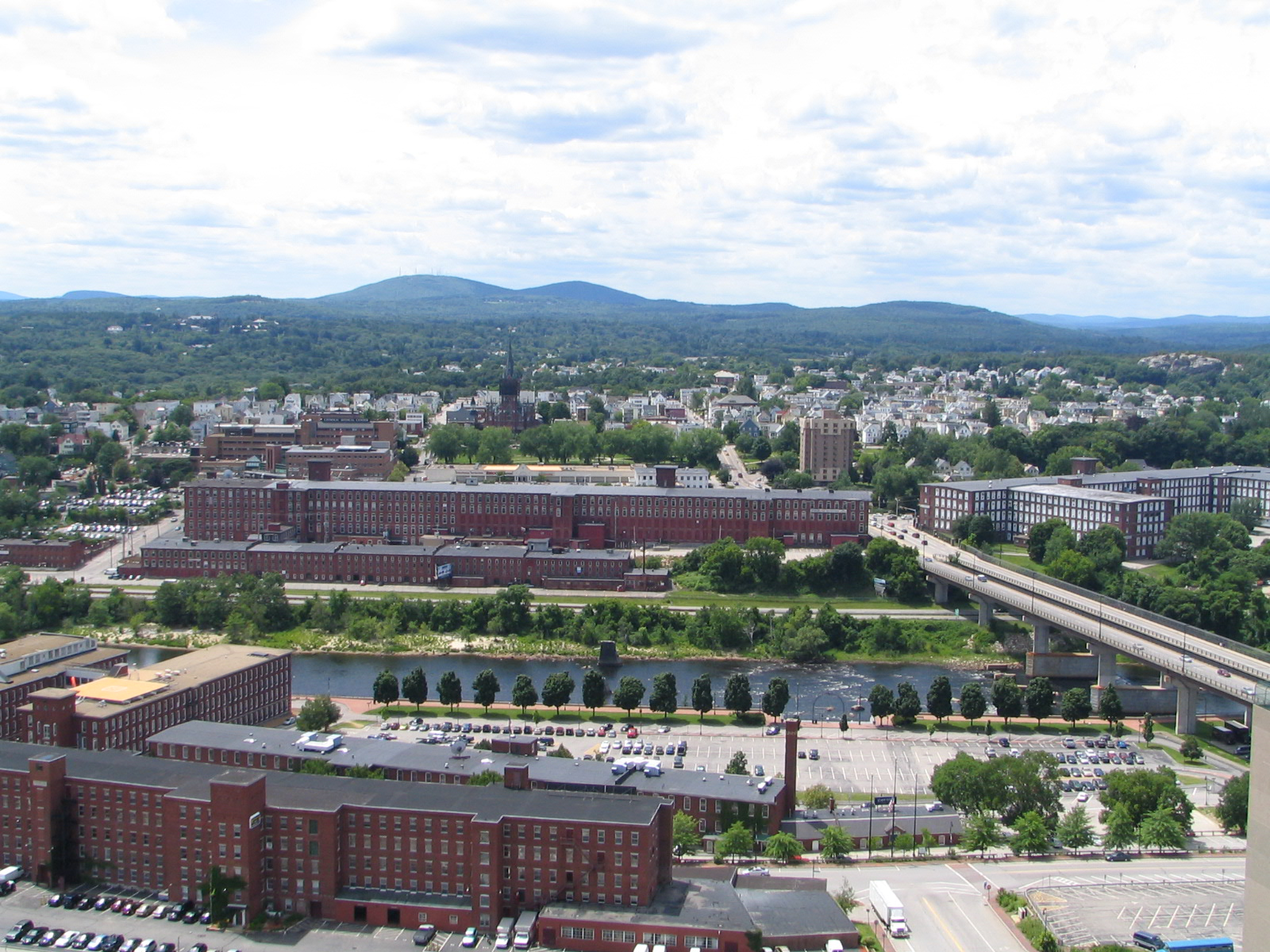
Oude fabrieksgebouwen in Manchester

## Demografie
Van de bevolking is 12,9 % ouder dan 65 jaar en bestaat voor 31,7 % uit eenpersoonshuishoudens. De werkloosheid bedraagt 2,5 % (cijfers volkstelling 2000).
Ongeveer 4,6 % van de bevolking van Manchester bestaat uit hispanics en latino's, 2,1 % is van Afrikaanse oorsprong en 2,3 % van Aziatische oorsprong.
Het aantal inwoners steeg van 99.217 in 1990 naar 107.006 in 2000.

## Klimaat
In januari is de gemiddelde temperatuur -7,4 °C, in juli is dat 20,8 °C. Jaarlijks valt er gemiddeld 923,8 mm neerslag (gegevens op basis van de meetperiode 1961-1990).

## Plaatsen in de nabije omgeving
De onderstaande figuur toont nabijgelegen plaatsen in een straal van 16 km rond Manchester.

## Geboren in Manchester (NH)
- Grace Metalious (1924-1964), schrijfster (Peyton Place)
- Lee Morin (1952), astronaut